# 胡江 (弘治進士)
胡江（1457年—？），字東會，江西南昌府進賢縣五都院澤人，民籍，明朝政治人物。

## 生平
弘治二年（1489年）己酉科江西鄉試第七名，弘治三年（1490年）聯捷庚戌科進士。未仕卒。

## 家族
曾祖胡子玉；祖父胡顯祥；父胡士端，母鄧氏、繼母陳氏、吳氏。慈侍下。